# AABB
La AABB (Association for the Advancement of Blood & Biotherapies, anteriormente conocida como la Asociación Americana de bancos de sangre) es una asociación internacional sin fines de lucro que representa a los individuos e instituciones involucrados en los campos de la medicina de transfusión y las terapias celulares. La asociación trabaja para mejorar la salud mediante el desarrollo y la entrega de estándares, acreditación y programas educativos que se centran en optimizar el cuidado y la seguridad de los pacientes y los donantes.
La asociación fue fundada en 1947 como la Asociación Americana de bancos de sangre'. A lo largo de su historia la Asociación ha ampliado su ámbito y misión. Hoy en día se centra en toda la medicina de transfusión, así como terapias celulares, particularmente aquellas que utilizan células madre hematopoyéticas. En 2005 la Asociación cambió su nombre a AABB para reflejar los cambios en su ámbito y operaciones.
Entre los miembros de la AABB hay médicos, enfermeras, científicos, investigadores, administradores, tecnólogos médicos y otros proveedores de atención médica. Los miembros de la AABB se encuentran en más de 80 países y en más de 50 países la AABB acredita instituciones.
La AABB colabora estrechamente con la Administración de Alimentos y Medicamentos de los Estados Unidos y brinda aportes técnicos para el desarrollo de regulaciones respecto a la sangre para los Estados Unidos. Prácticamente, todos los principales bancos de sangre de los Estados Unidos están acreditados por la AABB y más del 80 por ciento de los servicios de transfusión hospitalarios en los Estados Unidos son sus miembros. La acreditación por la AABB satisface los requisitos de las Enmiendas de mejora de laboratorios clínicos (CLIA) respecto al banco de sangre, el servicio de transfusión, y las operaciones del laboratorio de referencia de la inmunohematología.
Cada otoño la Asociación organiza una reunión anual, un evento principal de la difusión de la investigación e información relacionadas con la medicina de transfusión y las terapias celulares. La asociación también publica una revista mensual, un boletín semanal y una revista de investigación revisada por pares titulada Transfusion ' '(Transfusión). Además, la AABB publica una variedad de otros materiales al respecto, incluyendo las normas según las cuales acredita instituciones.
Desde 1953 la organización también ha administrado el Intercambio de sangre nacional para facilitar la transferencia de sangre entre los bancos de sangre en caso de carencia o si se requieren grupos sanguíneos raros.